# مجنون علیا
مجنون علیا، روستایی از توابع بخش دشتک شهرستان چالدران در استان آذربایجان غربی ایران است.

## جمعیت
این روستا در دهستان آواجیق جنوبی قرار دارد و براساس سرشماری مرکز آمار ایران در سال ۱۳۸۵، جمعیت آن ۲۰۴ نفر (۳۹خانوار) بوده‌است.